# Описторхис
Описторхис (лат. Opisthorchis) или сибирский сосальщик — род дигенетических сосальщиков из семейства Opisthorchidae. В роли окончательного хозяина представителей выступают хищные млекопитающие и человек, в которых черви проникают через пищу. Вызываемое представителями этого рода заболевание — описторхоз.

## Жизненный цикл
Паразитирующие в окончательном хозяине мариты характеризуются уплощённым, конически суживающимся к переднему концу телом длиной в 4—13 мм, а толщиной — 1—4 мм. Локализуются мариты в желчных протоках печени, желчном пузыре и поджелудочной железе. Прикрепление к тканям осуществляется с помощью двух присосок — ротовой и брюшной. Мариты обладают гермафродитной половой системой. В результате перекрёстного осеменения образуются мелкие яйца (11—23 микрон), покрытые плотными оболочками, которые червь выделяет в просвет протоков хозяина. После этого яйца покидают организм хозяина вместе с каловыми массами.
Для продолжения жизненного цикла яйцу необходимо попасть в воду, где его должен заглотить первый промежуточный хозяин — брюхоногий моллюск. Наиболее известные виды рода (Opisthorchis felineus, Opisthorchis viverrini) используют в качестве первого промежуточного хозяина улиток из рода битиний (Bithynia).
В кишечнике моллюска из яйца выходит ресничная личинка — мирацидий, который внедрятся в стенку кишечника улитки, утрачивая ресничные пластинки, и превращается в материнскую спороцисту. Материнская спороциста размножается путём партеногенеза, давая начало дочернему поколению партенит — редий. Последние, в свою очередь, также вступают в партеногенетическое размножение, воспроизводя редий. При достижении высокой численности дочерние поколения начинают отрождать расселительных личинок — церкарий, которые выходят через кожные покровы улитки и заражают второго промежуточного хозяина, в роли которого выступают карповые рыбы.
После внедрения в рыбу церкарии инцистируются в подкожной клетчатке и мышцах, превращаясь в метацеркарий. Заражение окончательного хозяина происходит при поедании заражённой рыбы. В двенадцатиперстной кишке метацеркарии покидают свои цисты и мигрируют в желчные пути, печень и поджелудочную железу, превращаясь в марит. В организме человека и домашних животных червь может жить 10—20 лет.

## Эпидемиология
Основную роль в распространении описторхоза играют люди и кошки, употребляющие заражённую рыбу. Дети болеют реже взрослых, поскольку употребляют в пищу меньше рыбы, не прошедшей термическую обработку. В механизме передачи описторхоза наибольшее эпидемиологическое значение имеет загрязнение водоёмов фекалиями.

## Распространение
Opisthorchis felineus распространен на территории Европы и России. Обитает в районе рек Оби и Иртыша, реже встречается в других реках.

## Таксономия
- Opisthorchis felineus (Rivolta, 1884)[1]
- Opisthorchis gomtii Mehra, 1941[4]
- Opisthorchis parasiluri Long et Lee, 1958[5]
- Opisthorchis viverrini (Poirier, 1886)